# 3つのバイエルン舞曲
『3つのバイエルン舞曲』（Three Bavarian Dances）作品27は、エドワード・エルガーが作曲した管弦楽曲。

## 概要

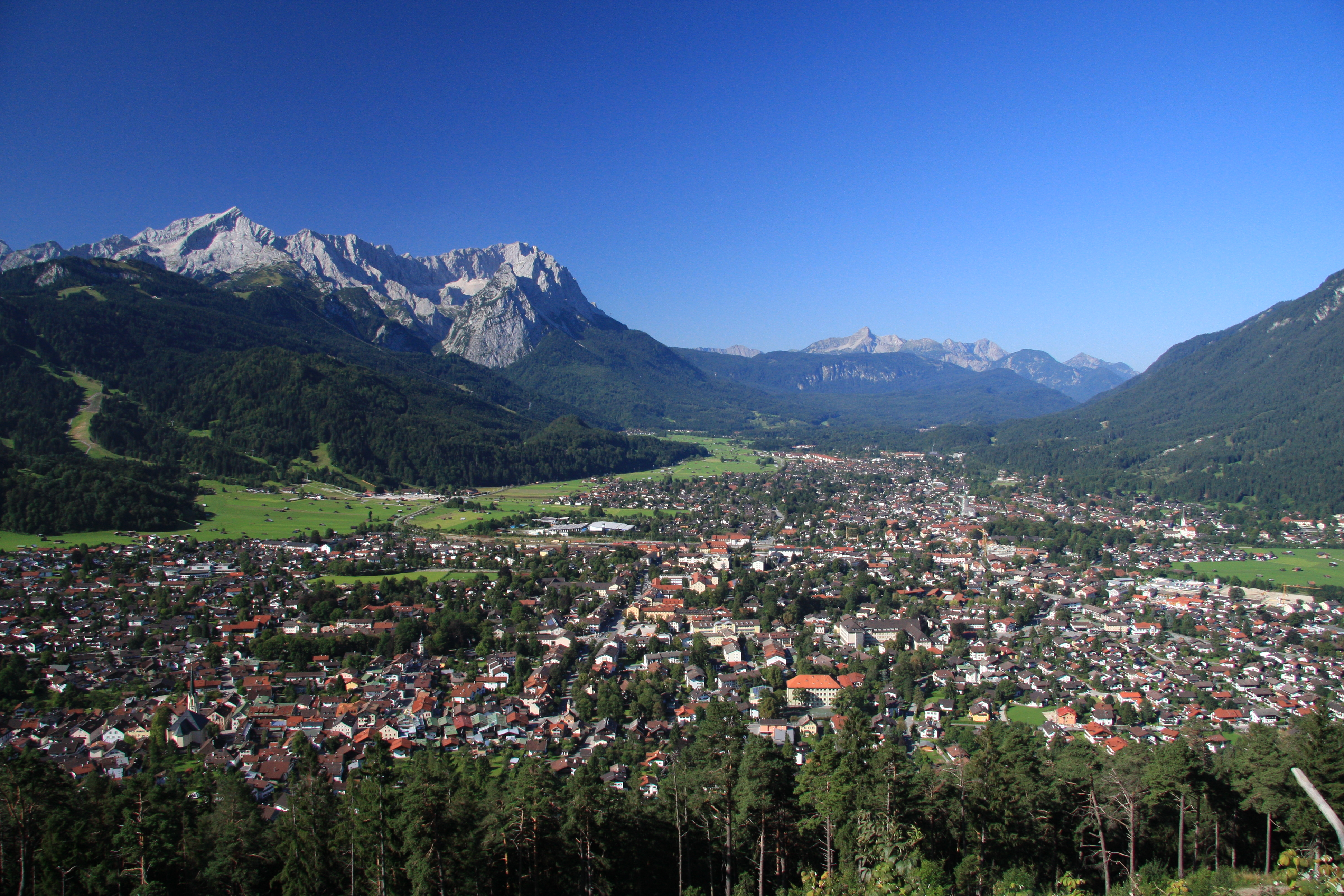
ガルミッシュ＝パルテンキルヒェンの風景

この作品は6曲からなる合唱曲集『バイエルンの高地から』中の3曲に管弦楽編曲を施したものである。原曲の歌詞は作曲者の妻であるキャロライン・アリス・エルガーの手になるものであり、1894年の秋季を過ごしたオーバーバイエルン、大部分はガルミッシュ＝パルテンキルヒェンで満喫した休暇の想い出として書かれた。アリスは各曲に対して表題に加え、休暇の間に訪れたお気に入りの土地の回想として副題を付している。
この組曲の初演は作曲者自身の指揮で1897年10月23日に行われた。これはアウグスト・マンスが水晶宮で開催していた演奏会シリーズのひとつでの出来事だった。『タイムズ』紙はエルガーが舞曲を、またマンスが残りのプログラムを「第一級の様式」で指揮したと評した。

## 楽曲構成
3つの舞曲は次の通り:
- The Dance (Sonnenbichl)[注 1] - アレグレット・ジョコーソ 3/8拍子 ト長調

- Lullaby (In Hammersbach) - モデラート 3/4拍子 ニ長調

- The Marksmen (Bei Murnau) - アレグロ・ヴィヴァーチェ 3/4拍子 ト長調

3つの舞曲はいずれも作曲者らしい特徴を示している。第1曲は明るく強健である。第2曲は温和で田園的な気分のエルガーであり、ホルンによる物思いに耽るような旋律が聞かれる。演奏時間4分半で最長となる第3曲はエルガーのフィナーレの縮小版となっており、はじめは活気を伴い、続いて拡大されて最後はオーケストラの色彩の輝きの中に急き込むように終わる。